# Campionati del mondo di atletica leggera 2017 - Getto del peso femminile
La gara di getto del peso femminile si è svolta tra l'8 e il 9 agosto 2017.

## Podio
| Pos     | Atleta          | Nazionalità | Misura  |
| ------- | --------------- | ----------- | ------- |
| Oro     | Gong Lijiao     | Cina        | 19,94 m |
| Argento | Anita Márton    | Ungheria    | 19,49 m |
| Bronzo  | Michelle Carter | Stati Uniti | 19,14 m |

## Situazione pre-gara

### Record
Prima di questa competizione, il record del mondo e il record dei campionati erano i seguenti.
| Record                | Prestazione | Atleta                               | Data                                  | Competizione  |
| --------------------- | ----------- | ------------------------------------ | ------------------------------------- | ------------- |
| Record mondiale       | 22,63 m     | Natal'ja Lisovskaja Unione Sovietica | 7 giugno 1987 Mosca, Unione Sovietica |               |
| Record dei campionati | 21,24 m     | Natal'ja Lisovskaja Unione Sovietica | 5 settembre 1987 Roma, Italia         | Mondiali 1987 |
| Record dei campionati | 21,24 m     | Valerie Adams Nuova Zelanda          | 29 agosto 2011 Taegu, Corea del Sud   | Mondiali 2011 |

### Campioni in carica
I campioni in carica, a livello mondiale e olimpico, erano:
| Campione | Atleta                       | Prestazione | Data                                    | Competizione                |
| -------- | ---------------------------- | ----------- | --------------------------------------- | --------------------------- |
| Olimpico | Michelle Carter Stati Uniti  | 20,63 m     | 12 agosto 2016 Rio de Janeiro (Brasile) | Giochi della XXXI Olimpiade |
| Mondiale | Christina Schwanitz Germania | 20,37 m     | 22 agosto 2015 Pechino (Cina)           | Campionati del mondo 2015   |

### La stagione
Prima di questa gara, gli atleti con le migliori tre prestazioni dell'anno erano:
| Pos. | Atleta                     | Prestazione | Data                                   |
| ---- | -------------------------- | ----------- | -------------------------------------- |
| 1    | Gong Lijiao Cina           | 20,11 m     | 28 luglio 2017 Böhmenkirch, Germania   |
| 2    | Raven Saunders Stati Uniti | 19,76 m     | 24 giugno 2017 Sacramento, Stati Uniti |
| 3    | Daniella Bunch Stati Uniti | 19,64 m     | 24 giugno 2017 Sacramento, Stati Uniti |

## Risultati

### Qualificazioni
Le qualifiche si sono tenute l'8 agosto dalle ore 20:40.

Qualificazione: le atlete che raggiungono la misura di 18,30 m (Q) o le migliori 12 misure (q) avanzano alla finale.
| Pos | Gruppo | Atleta               | Nazionalità   | 1ª prova | 2ª prova | 3ª prova | Risultato | Note |
| --- | ------ | -------------------- | ------------- | -------- | -------- | -------- | --------- | ---- |
| 1   | B      | Gong Lijiao          | Cina          | 18,97    |          |          | 18,97     | Q    |
| 2   | B      | Michelle Carter      | Stati Uniti   | 18,92    |          |          | 18,92     | Q    |
| 3   | A      | Anita Márton         | Ungheria      | 18,76    |          |          | 18,76     | Q    |
| 4   | A      | Raven Saunders       | Stati Uniti   | 17,94    | 18,63    |          | 18,63     | Q    |
| 5   | A      | Danniel Thomas-Dodd  | Giamaica      | x        | 18,42    |          | 18,42     | Q    |
| 6   | A      | Bian Ka              | Cina          | 17,82    | x        | 18,18    | 18,18     | q,   |
| 7   | B      | Julija Leancjuk      | Bielorussia   | 17,92    | 18,01    | 17,82    | 18,01     | q    |
| 8   | A      | Brittany Crew        | Canada        | 17,41    | 17,26    | 18,01    | 18,01     | q    |
| 9   | A      | Melissa Boekelman    | Paesi Bassi   | 17,55    | 17,19    | 17,88    | 17,88     | q    |
| 10  | A      | Gao Yang             | Cina          | 17.82    | 17,87    | x        | 17,87     | q    |
| 11  | B      | Yaniuvis López       | Cuba          | x        | 17,84    | 17,84    | 17,84     | q    |
| 12  | B      | Geisa Arcanjo        | Brasile       | 17,67    | 17,48    | 17,79    | 17,79     | q    |
| 13  | B      | Sara Gambetta        | Germania      | 17,44    | 16,97    | 17,71    | 17,71     |      |
| 14  | A      | Alëna Dubickaja      | Bielorussia   | x        | x        | 17,68    | 17,68     |      |
| 15  | B      | Natalia Ducó         | Cile          | 17,31    | 17,66    | 17,29    | 17,66     |      |
| 16  | B      | Paulina Guba         | Polonia       | 17,01    | 17,13    | 17,52    | 17,52     |      |
| 17  | A      | Klaudia Kardasz      | Polonia       | 16,24    | 16,34    | 17,52    | 17,52     |      |
| 18  | B      | Daniella Bunch       | Stati Uniti   | 16,76    | 17,39    | x        | 17,39     |      |
| 19  | B      | Dimitriana Surdu     | Moldavia      | 17,24    | 17,37    | x        | 17,37     |      |
| 20  | B      | Fanny Roos           | Svezia        | 16.87    | x        | 17.31    | 17.31     |      |
| 21  | A      | Radoslava Mavrodieva | Bulgaria      | x        | 16,99    | x        | 16,99     |      |
| 22  | A      | Noora Salem Jasim    | Bahrein       | 16,68    | 16,97    | 16,61    | 16,97     |      |
| 23  | A      | Rachel Wallader      | Regno Unito   | 16,73    | 16,81    | 15,83    | 16,81     |      |
| 24  | A      | Jessica Cérival      | Francia       | 15,80    | 16,56    | 16,32    | 16,56     |      |
| 25  | B      | Taryn Suttie         | Canada        | 16,47    | x        | x        | 16,47     |      |
| 26  | A      | María Belén Toimil   | Spagna        | 16,20    | 16,38    | x        | 16,38     |      |
| 27  | B      | Sandra Lemos         | Colombia      | 16.33    | x        | 16,36    | 16,36     |      |
| 28  | B      | Úrsula Ruiz          | Spagna        | x        | 16,20    | x        | 16,20     |      |
| 29  | B      | Gleneve Grange       | Giamaica      | x        | 15,96    | x        | 15,96     |      |
| 30  | A      | Jessica Inchude      | Guinea-Bissau | 14,63    | x        | 14,52    | 14,63     |      |
| 31  | A      | Auriole Dongmo       | Camerun       |          |          |          | dns       |      |

### Finale
La finale si è tenuta il 9 agosto alle ore 20:25.
| Pos | Atleta              | Nazionalità | 1ª prova | 2ª prova | 3ª prova | 4ª prova | 5ª prova | 6ª prova | Risultato | Note |
| --- | ------------------- | ----------- | -------- | -------- | -------- | -------- | -------- | -------- | --------- | ---- |
|     | Gong Lijiao         | Cina        | 19,16    | 19,35    | 19,03    | x        | 19,94    | 19,89    | 19,94     |      |
|     | Anita Márton        | Ungheria    | 18,50    | 18,89    | 18,65    | 18,33    | 18,54    | 19,49    | 19,49     |      |
|     | Michelle Carter     | Stati Uniti | 18,82    | 18,86    | 19,14    | 19,03    | x        | 18,97    | 19,14     |      |
| 4   | Danniel Thomas-Dodd | Giamaica    | 18,70    | x        | 18,76    | 18,56    | 18,91    | 18,76    | 18,91     |      |
| 5   | Gao Yang            | Cina        | 18,03    | 18,00    | 17,79    | 18,22    | 18,11    | 18,25    | 18,25     |      |
| 6   | Brittany Crew       | Canada      | 17,52    | 18,21    | 17,71    | x        | x        | x        | 18,21     |      |
| 7   | Julija Leancjuk     | Bielorussia | 17,84    | x        | 18,12    | x        | x        | 17,51    | 18,12     |      |
| 8   | Yaniuvis López      | Cuba        | 17,28    | 17.98    | 18,03    | x        | 17,46    | x        | 18,03     |      |
| 9   | Geisa Arcanjo       | Brasile     | 17,93    | x        | 18,03    |          |          |          | 18,03     |      |
| 10  | Raven Saunders      | Stati Uniti | x        | 13,75    | 17,86    |          |          |          | 17,86     |      |
| 11  | Melissa Boekelman   | Paesi Bassi | 17,61    | 17,73    | x        |          |          |          | 17,73     |      |
| 12  | Bian Ka             | Cina        | 17,60    | x        | x        |          |          |          | 17,60     |      |